# Jean Abadie
Joseph Louis Irénée Jean Abadie (Tarbes, 15 de diciembre de 1873-1934) fue un psiquiatra y neurólogo francés.

## Biografía
Es conocido, sobre todo, por haber dado nombre al síntoma Abadie,
que el catalogó, y que se inserta dentro de la neurología. Estudió medicina en la Universidad de Burdeos, licenciándose en 1900. En 1918 fue designado profesor de neurología y psiquiatría en dicha institución. Realizó investigaciones sobre la tabe dorsal, el alcoholismo, la encefalitis y la analgesia o insensibilidad del tendón de Aquiles al recibir presión.